# Lista hrabstw w stanie Massachusetts
Poniżej przedstawiono listę hrabstw w stanie Massachusetts. Massachusetts podzielony jest na 14 hrabstw. Część hrabstw ma nie jedną, lecz dwie siedziby administracyjne.

## Lista alfabetyczna
| Nazwa               | Kod FIPS | Siedziba            | Powierzchnia całkowita (km²) | Powierzchnia lądowa (km²) | Powierzchnia wodna (km²) | Populacja (2000) | Gęstość zaludnienia (os/km²) (2000) | Położenie na mapie |
| ------------------- | -------- | ------------------- | ---------------------------- | ------------------------- | ------------------------ | ---------------- | ----------------------------------- | ------------------ |
| Hrabstwo Barnstable | 25001    | Barnstable          | 3381,54                      | 1024,37                   | 2357,15                  | 222.230          | 217,0                               |                    |
| Hrabstwo Berkshire  | 25003    | Pittsfield          | 2450,83                      | 2412,11                   | 38,72                    | 134.953          | 55,9                                |                    |
| Hrabstwo Bristol    | 25005    | Taunton             | 1790,17                      | 1440,03                   | 350,14                   | 534.678          | 371,3                               |                    |
| Hrabstwo Dukes      | 25007    | Edgartown           | 1271,55                      | 268,79                    | 1002,79                  | 14.987           | 55,8                                |                    |
| Hrabstwo Essex      | 25009    | Salem i Lawrence    | 2145,88                      | 1296,73                   | 849,15                   | 723.419          | 557,9                               |                    |
| Hrabstwo Franklin   | 25011    | Greenfield          | 1877,07                      | 1818,25                   | 58,82                    | 71.535           | 39,3                                |                    |
| Hrabstwo Hampden    | 25013    | Springfield         | 1642,36                      | 1601,65                   | 40,69                    | 456.228          | 284,9                               |                    |
| Hrabstwo Hampshire  | 25015    | Northampton         | 1412,68                      | 1370,18                   | 42,50                    | 152.251          | 111,1                               |                    |
| Hrabstwo Middlesex  | 25017    | Cambridge i Lowell  | 2195,12                      | 2132,75                   | 62,37                    | 1.465.396        | 687,1                               |                    |
| Hrabstwo Nantucket  | 25019    | Nantucket           | 786,42                       | 123,83                    | 662,60                   | 9.520            | 76,9                                |                    |
| Hrabstwo Norfolk    | 25021    | Dedham              | 1149,80                      | 1034,91                   | 114,87                   | 650.308          | 628,4                               |                    |
| Hrabstwo Plymouth   | 25023    | Plymouth i Brockton | 2831,87                      | 1711,59                   | 1120,27                  | 472.822          | 276,3                               |                    |
| Hrabstwo Suffolk    | 25025    | Boston              | 311,29                       | 151,57                    | 159,75                   | 689.807          | 4551,5                              |                    |
| Hrabstwo Worcester  | 25027    | Worcester           | 4089,64                      | 3918,81                   | 170,81                   | 750.963          | 191,6                               |                    |